# 涇源県
涇源県（けいげん-けん）は中華人民共和国寧夏回族自治区固原市に位置する県。

## 行政区画
- 鎮:香水鎮、涇河源鎮、六盤山鎮
- 郷:新民郷、興盛郷、黄花郷、大湾郷